# كأس السوبر العماني
كأس السوبر العُماني هي مسابقة كرة قدم في عمان تجمع بين الفائزين في الموسم السابق بكأس السلطان قابوس والدوري العماني. عُقدت للمرة الأولى في عام 1999.

## الفائزين
اعتبارًا من 12 أغسطس 2022

### حسب الأعوام
| الموسم | البطل                                                                           | الوصيف                                                                          | النتيجة                                                                         |
| ------ | ------------------------------------------------------------------------------- | ------------------------------------------------------------------------------- | ------------------------------------------------------------------------------- |
| 1999   | ظفار                                                                            | السيب                                                                           | 2–1                                                                             |
| 2000   | العروبة                                                                         | ظفار                                                                            | 1–1 (ب.و.إ.) (10–9 ر.ج.ت.)                                                      |
| 2002   | العروبة                                                                         | النصر                                                                           | 2–1                                                                             |
| 2004   | مسقط                                                                            | السيب                                                                           | 3–2                                                                             |
| 2005   | مسقط                                                                            | ظفار                                                                            | 2–1                                                                             |
| 2008   | العروبة                                                                         | صور                                                                             | 2–0                                                                             |
| 2009   | النهضة                                                                          | السويق                                                                          | 1–0                                                                             |
| 2010   | صحم                                                                             | السويق                                                                          | 1–0                                                                             |
| 2011   | العروبة                                                                         | السويق                                                                          | 3–0                                                                             |
| 2012   | فنجاء                                                                           | ظفار                                                                            | 1–0                                                                             |
| 2013   | السويق                                                                          | فنجاء                                                                           | 2–1                                                                             |
| 2014   | النهضة                                                                          | فنجاء                                                                           | 0–0 (6–5 ر.ج.ت.)                                                                |
| 2015   | فنجاء                                                                           | العروبة                                                                         | 3–0 (بسبب انسحاب نادي العُروبة)                                                  |
| 2016   | صحم                                                                             | فنجاء                                                                           | 1–0                                                                             |
| 2017   | ظفار                                                                            | السويق                                                                          | 2–1                                                                             |
| 2018   | النصر                                                                           | السويق                                                                          | 0–0 (4–2 ر.ج.ت.)                                                                |
| 2019   | ظفار                                                                            | صور                                                                             | 4–0                                                                             |
| 2020   | لم تُقام بسبب جائحة فيروس كورونا                                                 | لم تُقام بسبب جائحة فيروس كورونا                                                 | لم تُقام بسبب جائحة فيروس كورونا                                                 |
| 2021   | لم تُقام بسبب عدم وجود بطل للدوري الذي أُلغي بعد 10 جولات بسبب جائحة فيروس كورونا | لم تُقام بسبب عدم وجود بطل للدوري الذي أُلغي بعد 10 جولات بسبب جائحة فيروس كورونا | لم تُقام بسبب عدم وجود بطل للدوري الذي أُلغي بعد 10 جولات بسبب جائحة فيروس كورونا |
| 2022   | السيب                                                                           | النهضة                                                                          | 2–0                                                                             |

### حسب النادي
| النادي  | الفائزون | الوصيف | سنوات الفوز            |
| ------- | -------- | ------ | ---------------------- |
| العروبة | 4        | 1      | 2000، 2002، 2008، 2011 |
| ظفار    | 3        | 3      | 1999، 2017، 2019       |
| فنجاء   | 2        | 3      | 2012، 2015             |
| النهضة  | 2        | 1      | 2009، 2014             |
| مسقط    | 2        | –      | 2004، 2005             |
| صحم     | 2        | –      | 2010، 2016             |
| السويق  | 1        | 5      | 2013                   |
| السيب   | 1        | 2      | 2022                   |
| النصر   | 1        | 1      | 2018                   |
| صور     | –        | 2      | –                      |